# Synageles charitonovi
Synageles charitonovi là một loài nhện trong họ Salticidae.
Loài này thuộc chi Synageles. Synageles charitonovi được Andreeva miêu tả năm 1976.